# The American Way
The American Way ist das zweite Studioalbum der US-amerikanischen Thrash-Metal-Band Sacred Reich. Es erschien am 15. Mai 1990 via Enigma Records und gilt als das beste Album der Band sowie als Genreklassiker.

## Entstehung
Die 1989 veröffentlichte EP Surf Nicaragua wurde zu einem Erfolg und die Band erhielt ein Vertragsangebot vom Major-Label Warner Bros. Die bisherige Plattenfirma von Sacred Reich Metal Blade Records gab der Band die Erlaubnis, das Angebot anzunehmen. Der Wechsel scheiterte jedoch am Veto des Vertriebes. Schließlich landete Sacred Reich bei Enigma Records. 
Durch den neuen Vertrag hatte die Band mehr Zeit für die Aufnahmen bekommen. Mussten Sacred Reich das Debütalbum Ignorance in zehn Tagen aufnehmen hatte die Band nun eineinhalb Monate Zeit. Die Aufnahmen zu The American Way fanden im Studio Cornerstone Recorders in Los Angeles statt. Musikproduzent war Bill Metoyer, der zuvor mit Bands wie Slayer und Flotsam and Jetsam gearbeitet hat. 
Ursprünglich sollte das Album „Crimes Against Humanity“ heißen. Für das Titellied wurde ein Musikvideo gedreht. Das Albumcover wurde von Paul Stottler entworfen. Der erste Entwurf eines Covers für "Crimes Against Humanity", der das Band-Maskottchen OD zeigte, fand zuletzt Verwendung auf der Rückseite des Albums.

## Hintergründe
Viele Texte des Albums drehen sich um Missstände in der US-amerikanischen Gesellschaft. „Crimes Against Humanity“ behandelt das Thema Umweltzerstörung. Das Lied „State of Emergency“ befasst sich mit der Apartheid in Südafrika. „Who’s to Blame“ beantwortet die Anschuldigungen der PMRC, die Heavy Metal als verrohend verleumdete. Im Text, der Ozzy Osbourne und Judas Priest als Beispiele nennt, zeigt Phil Rind mit dem Finger auf die Leute, die den Heavy Metal für den Selbstmord von Jugendlichen verantwortlich machen. Vielmehr sollten diese Personen die wahren Verantwortlichen suchen. Das letzte Lied „31 Flavors“ ist ein Plädoyer für mehr Toleranz in der Metalszene. Musikalisch ist das Lied im Funk angesiedelt und untypisch für die Band.
Das Video zu The American Way wurde auch im Film Steinzeit Junior verwendet.

## Rezeption
In dem Buch „Best of Rock & Metal“ des deutschen Rock-Hard-Magazins, in dem die nach Meinung der Rock-Hard-Redaktion 500 stärksten Metal- und Hard-Rock-Alben aller Zeiten aufgeführt werden, belegte The American Way Platz 109. Für Boris Kaiser ist The American Way eines der besten Thrash-Metal-Alben aller Zeiten und lobte die „brillanten Harmonien und die kritischen Texte“. Alex Henderson vom Onlinemagazin Allmusic beschrieb The American Way als die feinste Stunde der Band.
Im Metal Hammer urteilte Tom Lubowski retrospektiv über The American Way: "Sacred Reich blasen zum Angriff und leiten mit ihrem unangefochtenen Magnum Opus die Neunziger Jahre ein!" Des Weiteren werden die kritischen Texte hervorgehoben, in denen "Politquerulant Phil Rind gegen gesellschaftliche Missstände [poltert]: Umweltzerstörung, Apartheid und Metal-Vorurteile werden mit Vorliebe zur Zielscheibe seiner Schimpftiraden."

## Wiederveröffentlichung
Im Jahre 2009 wurde das Album von Displeased Records neu aufgelegt. Kurz zuvor hatte Sänger Phil Rind in einem Gespräch mit dem Roadrunner-Mitarbeiter Monte Connor erfahren, dass Originalpressungen des The American Way-Albums für 40 bis 50 Dollar bei eBay verkauft werden. Rind kontaktierte seine alte Plattenfirma und erkundigte sich nach einer möglichen Wiederveröffentlichung. Metal Blade lizenzierte das Album schließlich an Displeased Records.
Die Wiederveröffentlichung enthält neben dem Musikvideo für das Titellied Demoversionen der Lieder „The American Way“, „Love... Hate“, „Crimes Against Humanity“, „State of Emergency“, „I Don’t Know“ und „31 Flavors“. Rind stieß auf diese Aufnahmen, als er im Haus seiner Eltern in seiner Kassettensammlung stöberte.